# Eugnamptus nigriventris
Espèce
Eugnamptus  nigriventris est une espèce d'insectes coléoptères appartenant à la famille des Attelabidae.